# Bedenac
Bedenac là một xã trong tỉnh Charente-Maritime tổng Montlieu-la-Garde of the Charente-Maritime in the trong vùng Nouvelle-Aquitaine, tây nam nước Pháp. Xã Bedenac nằm ở khu vực có độ cao trung bình 60 mét trên mực nước biển. Đây là xã lớn nhất tỉnh.

## Lịch sử biến động dân số
| Năm  | Dân số | Mật độ |
| ---- | ------ | ------ |
| 1962 | 397    | -      |
| 1968 | 475    | -      |
| 1975 | 437    | -      |
| 1982 | 431    | -      |
| 1990 | 494    | -      |
| 1999 | 509    | 12/km² |

## Other
Bedenac has a school, a church, a park and a square.